# Dmitri Hvorostovsky
Dmitri Aleksándrovich Hvorostovsky PAR (en ruso: Дми́трий Алекса́ндрович Хворосто́вский; Krasnoyarsk, 16 de octubre de 1962-Londres, 22 de noviembre de 2017) fue un barítono operístico ruso.

## Educación y debut
Hvorostovsky nació en Krasnoyarsk, Siberia. Era hijo único. Estudiό en la escuela de artes Krasnoyarsk bajo la tutorίa de Yekaterina Yofel e hizo su debut en la casa de ópera Krasnoyarsk, en el papel de Marullo en Rigoletto. Ganό su primer concurso de canto en 1987 (concurso Glinka). Al año siguiente, ganó el concurso de canto de Toulouse.

## Carrera
Hvorostovsky alcanzό el estrellato en 1989 cuando ganό la BBC Cardiff Singer of the World Competition, batiendo al local favorito Bryn Terfel en la ronda final. Su actuaciόn de Handel  "Ombra mai fu" y "Per me giunto...O Carlo ascolta" de Verdi Don Carlos. Sus recitales de conciertos internacionales empezaron inmediatamente después de su victoria, (debut de Londres, 1989 en Nueva York 1990).
Su debut operístico en el oeste fue en The Nice Opera en la obra de Chaikovski La dama de picas (1989). En Italia debutό en La Fenice como Eugene Onegin, fue un éxito que elevό su reputación, e hizo su debut operístico americano con la Ópera Lírica de Chicago (1993) en La traviata.
Desde entonces cantó básicamente en todas las casas de ópera importantes, incluyendo la Metropolitan Opera en Nueva York (debut 1995), la Royal Opera House en Covent Garden, la Berlin State Opera, La Scala y la Vienna State Opera. Es especialmente renombrado por su retrato del carácter de título en Eugene Onegin de Chaikovski; The New York Times lo describió como "nacido para hacer esta funciόn." Ese mismo rol cantó en el Teatro Colón de Buenos Aires en 1997 tras hacer su presentación con "La favorita" de Donizetti en 1995. 
En 2002, Hvorostovsky actuó en la sociedad de Bienestar de los Niños rusos para un fondo importante llamado el "Petrushka Ball". Era un miembro honorario de la sociedad benéfica rusa para el bienestar de los niños. Como hombre alto con cabello plateado, Hvorostovsky que había conseguido su fama internacional como intérprete de ópera y artista de concierto, logró también ser considerado entre las 50 personas más atractivas de la revista People, un dato anecdótico para un músico clásico. Su alta voz de medio peso tenía el típico timbre líquido de los barítonos rusos.
En la primavera de 2003 ofreció un recital de arreglos nuevos de canciones de la era de la Segunda Guerra Mundial, Where Are You My Brothers?  delante de una audiencia de 6000 personas en el Palacio de Kremlin en Moscú y logrando una audiencia en la televisión rusa por encima 90 millones de espectadores. El programa fue interpretado con la Orquesta sinfόnica de San Petersburgo de supervivientes del sitio de Leningrado.
En sus últimos años, el repertorio de Hvorostovsky constó enteramente de obras de Verdi como por ejemplo, Un baile de máscaras, La traviata y Simon Boccanegra. En 2009 apareciό en El trovador en una producción de David McVicar en la Metropolitan Opera con Sondra Radvanovsky.
En junio de 2015, Hvorostovsky anunció que había sido diagnosticado con un tumor de cerebro y cancelό todos sus conciertos desde agosto. Los representantes familiares dijeron que había sido tratado en el hospital de cáncer de Londres, Real Marsden. A pesar de su enfermedad Hvorostovky regresó a la escena en la Metropolitan Opera en septiembre como el Conte di Luna en Il trovatore para una serie de tres actuaciones junto a Anna Netrebko. Recibiό grandes comentarios del los críticos por sus actuaciones.
Falleció el 22 de noviembre de 2017 en Londres, a la edad de 55 años víctima de un cáncer cerebral.